# Angela Haynes
Angela Haynes (ur. 27 września 1984 w Bellflower) – amerykańska tenisistka.
Haynes status profesjonalny otrzymała w 2002 roku. Jest zawodniczką leworęczną z oburęcznym bekhendem. W swoim pierwszym występie w turnieju rangi WTA Tour w Stanford w 2003 pokonała Ritę Grande. Jej największym sukcesem była trzecia runda wielkoszlemowego US Open 2004, podczas którego wyeliminowała m.in. rozstawioną Magdalenę Maleewą, by ulec Francesce Schiavone. W 2005 zaliczyła występy we wszystkich imprezach Wielkiego Szlema; przegrała czterokrotnie w I rundzie.
Ma na koncie dwa wygrane singlowe turnieje rangi ITF. W grze podwójnej była w finałach turniejów w Carson w 2005 (w parze z Bethanie Mattek) oraz w Memphis w 2008 (w parze z Mashoną Washington). W pierwszym z meczów mistrzowskich lepszym okazał się duet Jelena Diemientjewa–Flavia Pennetta, a w drugim wygrały Lindsay Davenport i Lisa Raymond.

## Finały turniejów WTA
| Legenda                | Legenda |
| ---------------------- | ------- |
| Wielki Szlem           |         |
| Igrzyska olimpijskie   |         |
| WTA Tour Championships |         |
| 1988 – 2008            |         |
| Kategoria I            |         |
| Kategoria II           |         |
| Kategoria III          |         |
| Kategoria IV           |         |
| Kategoria V            |         |

### Gra podwójna 2 (0-2)
| Końcowy wynik | Nr | Data             | Turniej | Nawierzchnia  | Partnerka          | Przeciwniczki                       | Wynik finału |
| ------------- | -- | ---------------- | ------- | ------------- | ------------------ | ----------------------------------- | ------------ |
| Finalistka    | 1. | 14 sierpnia 2005 | Carson  | Twarda        | Bethanie Mattek    | Jelena Diemientjewa Flavia Pennetta | 2:6, 4:6     |
| Finalistka    | 2. | 1 marca 2008     | Memphis | Twarda (hala) | Mashona Washington | Lindsay Davenport Lisa Raymond      | 1:6, 3:6     |

## Wygrane turnieje rangi ITF
| turnieje z pulą nagród 100 000 $ |
| turnieje z pulą nagród 75 000 $  |
| turnieje z pulą nagród 50 000 $  |
| turnieje z pulą nagród 25 000 $  |
| turnieje z pulą nagród 15 000 $  |
| turnieje z pulą nagród 10 000 $  |

### Gra pojedyncza
|    | Data       | Turniej            | Kat. | ($)    | Naw.   | Finalistka         | Wynik            |
| 1. | 01/06/2003 | Houston            | ITF  | 10 000 | twarda | Alyssa Cohen       | 7:6(8), 4:6, 6:1 |
| 2. | 10/06/2007 | Hilton Head Island | ITF  | 10 000 | twarda | Chanelle Scheepers | 3:6, 6:2, 6:4    |